# 2780 Monnig
2780 Monnig је астероид главног астероидног појаса са средњом удаљеношћу од Сунца која износи 2,194 астрономских јединица (АЈ).
Апсолутна магнитуда астероида је 13,3.